# Democratic Progressive Party (Malawi)
Die Democratic Progressive Party (DPP) ist eine politische Partei in Malawi. Die Partei wurde im Februar 2005 vom malawischen Präsidenten Bingu wa Mutharika gegründet, nachdem er aus der United Democratic Front (UDF) ausgetreten war. Viele Politiker aus anderen Parteien schlossen sich ebenfalls der DPP an. Mit Bingu wa Mutharika und dessen Bruder Peter Mutharika stellte die DPP bereits zwei Präsidenten Malawis.

## Geschichte
Bingu wa Mutharika, der ursprünglich der UDF angehörte, wurde von Muluzi als Präsidentschaftskandidat der Partei für die Wahlen 2004 ausgewählt. Mutharika gewann die Wahl und wurde Präsident. Allerdings kam es bald zu Spannungen zwischen Bingu wa Mutharika und Bakili Muluzi. Muluzi, der innerhalb der UDF einflussreich blieb, versuchte, die Verwaltung von Mutharika zu kontrollieren. Diese Einmischung führte zu erheblichen Reibungen zwischen den beiden Führern.
Im Februar 2005, weniger als ein Jahr nach Beginn seiner Präsidentschaft, trat Mutharika aus der UDF aus und begründete dies mit der anhaltenden Untergrabung durch Muluzi und der Notwendigkeit, sich auf eine verantwortungsvolle Staatsführung und die Korruptionsbekämpfung zu konzentrieren. Er beschuldigte Muluzi, die Partei zu manipulieren, um persönlichen Interessen zu dienen, und sich an korrupten Praktiken zu beteiligen. Mutharika gründete daraufhin die Demokratische Fortschrittspartei (DPP) und zog damit viele UDF-Mitglieder an, die mit Muluzis Führung unzufrieden waren.

### Erste Erfolge und Herausforderungen (2005–2012)
Die DPP etablierte sich schnell als eine politische Kraft. Bei den Parlamentswahlen 2009 errang die Partei einen überwältigenden Sieg und sicherte sich mit 114 von 193 Sitzen die Mehrheit in der Nationalversammlung, und Mutharika wurde mit einer deutlichen Mehrheit als Präsident wiedergewählt. Diese Periode markierte den Höhepunkt des Einflusses der DPP, wobei sich Mutharikas Regierung auf Wirtschaftsreformen und die Entwicklung der Infrastruktur konzentrierte.
Mutharikas zweite Amtszeit war jedoch von Korruptionsvorwürfen, wirtschaftlicher Misswirtschaft und zunehmender Autokratie überschattet. Sein plötzlicher Tod im April 2012 machte den Parteiausschluss von Vizepräsidentin Joyce Banda im Jahr 2010 besonders folgenreich. Führende DPP-Mitglieder versuchten die verfassungsgemäße Ernennung von Joyce Banda zur Präsidentin zu verhindern. Der Versuch scheiterte jedoch, so dass die DPP die Macht an Joyce Banda und ihre neue Partei People’s Party (PP) abgeben musste.

### Präsidentschaft unter Peter Mutharika (2014–2020)
Bei den Präsidentschaftswahlen im Mai 2014 trat Peter Mutharika, der Bruder von Bingu wa Mutharika, als Präsidentschaftskandidat der DPP an und gewann mit 36,4 % der Stimmen. Bei den gleichzeitigen Parlamentswahlen erhielt die DPP 50 von 140 Sitzen und war daher auf die Unterstützung von Abgeordneten anderer Parteien angewiesen. Bei den Wahlen 2019 verteidigte Peter Mutharika seine Position. Die DPP gewann 62 Sitze der 193 Sitze in der National Assembly.

### Wahlniederlage und aktueller Stand
Bei den Parlamentswahlen 2019 konnte die DPP mit 62 Sitzen ihre starke Präsenz in der Nationalversammlung aufrechterhalten, doch die Ergebnisse waren heftig umstritten und wurden durch Vorwürfe von Unregelmäßigkeiten beeinträchtigt. Dies gipfelte in der bahnbrechenden Entscheidung des malawischen Verfassungsgerichts, die Ergebnisse der Präsidentschaftswahlen wegen weit verbreiteter Unregelmäßigkeiten für ungültig zu erklären. Es wurde eine Wiederholung der Präsidentschaftswahlen angeordnet, die im Jahr 2020 stattfand und die die DPP gegen Lazarus Chakwera von der Malawi Congress Party (MCP) verlor.
Seit der Wahlniederlage 2020 hat die DPP mit internen Spaltungen und Führungsstreitigkeiten zu kämpfen und versucht, ihre Position als wichtiger politischer Akteur in Malawi wiederherzustellen. Trotz dieser Herausforderungen bleibt die DPP eine einflussreiche Partei mit einer starken Unterstützerbasis, insbesondere in den südlichen Regionen Malawis.

## Präsidentschaftswahlen
| Wahlen | Parteikandidat     | Stimmen   | %     | Ergebnis          |
| ------ | ------------------ | --------- | ----- | ----------------- |
| 2009   | Bingu wa Mutharika | 2.963.820 | 66,17 | gewonnen          |
| 2014   | Peter Mutharika    | 1.904.399 | 36,4  | gewonnen          |
| 2019   | Peter Mutharika    | 1.940.709 | 38,57 | Wahlen annulliert |
| 2020   | Peter Mutharika    | 1.951.877 | 39.92 | verloren          |